# Casa de los Sindicatos (Belgrado)
Dom Sindikata (lit. Salón Sindical), conocido como Kombank Dvorana por razones de patrocinio, es un edificio no residencial de usos múltiples en el centro de Belgrado, la capital de Serbia. Terminado en 1957, en la década de 1970 se convirtió en el lugar de entretenimiento más popular de la ciudad, apodado Belgrado Olympia y más tarde se adaptó al primer multicines de la ciudad. El edificio fue declarado monumento cultural en 2013.
Después de la reconstrucción de 2017-2018 y la gran reapertura el 27 de abril de 2018, pasó a llamarse oficialmente "Salón Kombank" (Kombank dvorana).

## Ubicación

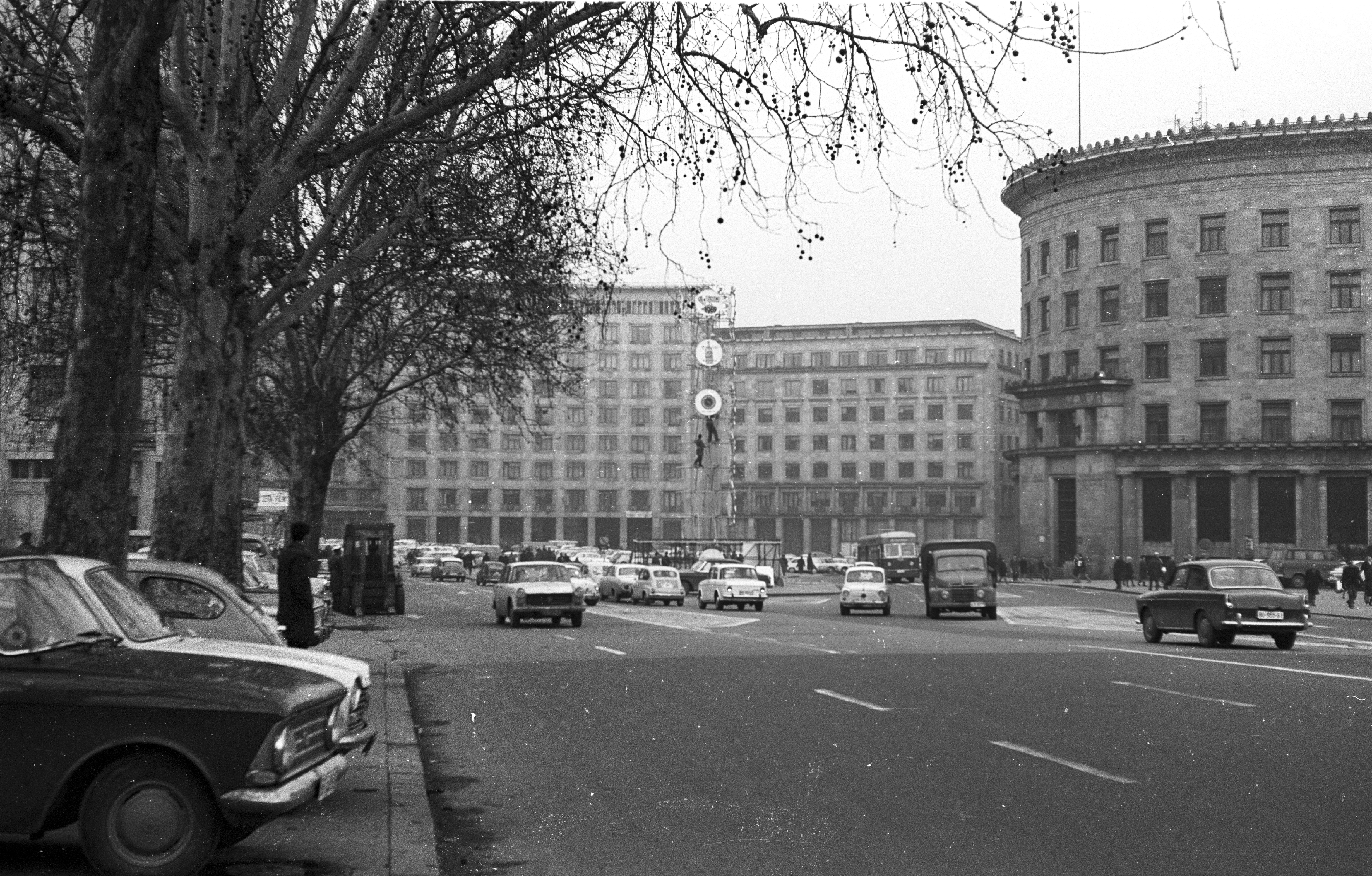
Dom Sindikata en 1968

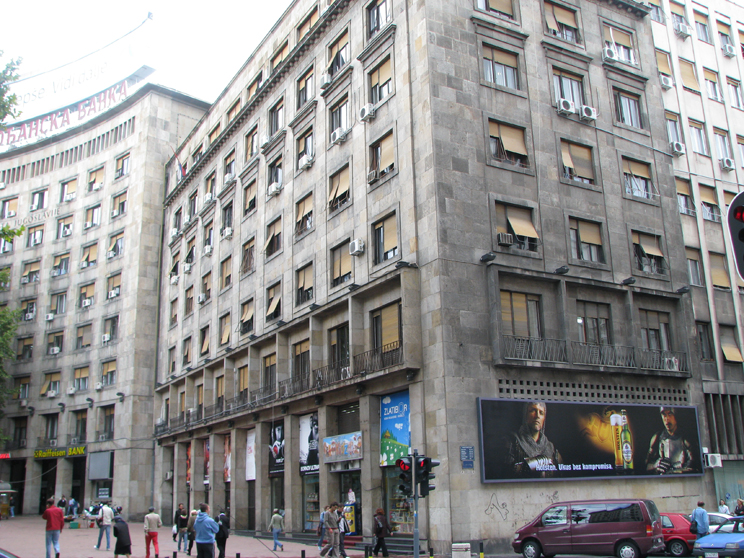
Ala este, vista desde la calle Dečanska

Dom Sindikata se encuentra en la Plaza Nikola Pašić, en el municipio de Stari Grad. El edificio marca el límite norte y noreste de la plaza. Un amplio pasaje a través del edificio marca la entrada a Bezistan, que es la conexión peatonal más corta con Terazije, la plaza central de la ciudad. El Teatro Terazije, el restaurante McDonald's y el Hotel Kasina se encuentran en los edificios que se apoyan en Dom Sindikata en el este. Frente al edificio, en la plaza, hay una gran fuente y al otro lado de la plaza se encuentran el Museo Histórico de Serbia y la Sede del Parlamento Nacional de Serbia. La fachada occidental se encuentra a lo largo de la calle Dečanska, y al norte del edificio hay una entrada al túnel de Terazije.

## Historia

### Construcción
Fue proyectado por Branko Petričić y la construcción comenzó en 1947. Debido a la escisión de Tito-Stalin en 1948 y al Período Informbiro que siguió, las obras se detuvieron pronto. La construcción se reanudó en 1951. Desde 1953, los trabajadores de la construcción soviéticos estaban empleados en el sitio. Las obras importantes en el edificio se completaron en 1955, mientras que el edificio fue terminado por completo por la empresa de construcción "Rad" en 1957.

### Lugar de eventos
La inauguración se celebró el 13 de junio de 1957. Ese año se realizó el primer seminario y la primera proyección de películas fue Only people de Branko Bauer. El 18 de noviembre de 1957 también se celebró el primer espectáculo musical. El Gran Salón, con 1600 asientos, se convirtió en uno de los lugares centrales de entretenimiento polivalente en Belgrado (conciertos, espectáculos, cine). El director Mladen Jagušt declaró que la sala es una de las cinco de Europa con mejor acústica. En las décadas de 1970 y 1980 se convirtió en una escena prestigiosa, la versión de Belgrado del Paris Olympia. Los artistas que actuaron en el escenario incluyen a Olivera Katarina, Đorđe Marjanović, Arsen Dedić, Édith Piaf, Miles Davis, Ella Fitzgerald, Louis Armstrong, B. B. King, Duke Ellington, Oscar Peterson, Charles Aznavour, Robert De Niro, Elizabeth Taylor, Richard Burton, pero también Arthur Rubinstein, la Orquesta Filarmónica de Nueva York y la Orquesta Filarmónica de Berlín. Dos superestrellas de la música folclórica de la época, Lepa Brena y Miroslav Ilić, realizaron decenas de conciertos consecutivos.
La serie de partidos 1977-1978 entre Borís Spaski y Víktor Korchnói, parte del ciclo del campeonato mundial 1976-1978, se llevó a cabo en el Dom Sindikata. Los espectadores se dividieron entre dos grandes maestros e incluso se produjeron peleas a puñetazos frente al edificio. Los festivales de cine y música que se originaron en el lugar incluyen FEST (desde 1971 hasta 1977/1979 cuando se terminó el Centro Sava), "Kids fest" y "Belgrade Spring". Una reconstrucción masiva se produjo en 1978 cuando se remodeló el interior del vestíbulo de entrada. Con el tiempo se convirtió en la sala de cine multiplex, con salas adicionales 2 (305 asientos), 3 (105) y 4 (101), con un área total de 6250 m².
En 1957 se instaló un gran órgano de tubos y estuvo operativo hasta 1998. En 2017 se estimó que la reparación costaría varios cientos de miles de euros. El Gran Salón seguirá siendo multifuncional (conciertos que incluyen orquestas sinfónicas, películas y espectáculos). Aunque se reducirá el número de asientos, se ampliará el escenario y se mantendrán el balcón y 20 palcos. Una de las salas también será polivalente, adaptada para música de cámara y congresos y conferencias. Los grandes equipos de refrigeración, hoy obsoletos, que ocupan una habitación entera en el sótano, estarán rodeados por las paredes de vidrio y serán accesibles para los estudiantes de ciencias técnicas. En el primer piso, una habitación en los primeros pisos se transformará en la galería de la ciudad y otra en el centro educativo infantil. Se abrirá un bar en el vestíbulo, con un patio que se extenderá hacia la plaza. Dentro del lobby se construirá un ascensor panorámico. El Club Promocija, al que se ingresa por el pasaje interior, se transformará en el club de jazz Lisabon. El lugar fue reabierto el 27 de abril de 2018 con la inauguración de la gala y fue rebautizado oficialmente como "Salón Kombank" (Arena Kombank).
El lugar ha sido calificado como una "institución importante, uno de los fenómenos de la segunda mitad del siglo XX". Un documental sobre Dom Sindikata, Testigo del tiempo (Svedok jednog vremena), estrenado en marzo de 2019, en el 66° Festival de Cortometrajes y Documentales de Belgrado.
La "Galería Kombank Dvorana", una galería permanente, se inauguró el 5 de marzo de 2021. La exposición inaugural presentó obras del pintor Miloš Šobajić.

### Compañía
El edificio fue construido originalmente para la Asociación de Sindicatos (SSSS), de ahí el nombre. La SSSS fundó Dvorana Doma Sindikata como una empresa separada, que gestionaba oficialmente la sala. Sin embargo, esa empresa quebró en 2016 y fue comprada por la empresa distribuidora de películas "MCF - Megacom film", que se convirtió en el arrendatario oficial, ya que SSSS sigue siendo oficialmente el propietario de la instalación. En julio de 2017, la instalación se cerró por la inminente reconstrucción completa, que se prevé que dure hasta 8 meses. Debido al estado protegido, se debe preservar la apariencia general. Se reparará el exclusivo piso de mármol, las barandillas y los pasamanos y, con la ayuda de las fotos antiguas, se mantendrá la "sensación antigua". Después de la reconstrucción, tendrá cinco salas con lugares adicionales, mientras que el Gran Salón se reducirá a 1300 asientos y seguirá siendo la sala de conciertos más grande de Belgrado.

## Arquitectura

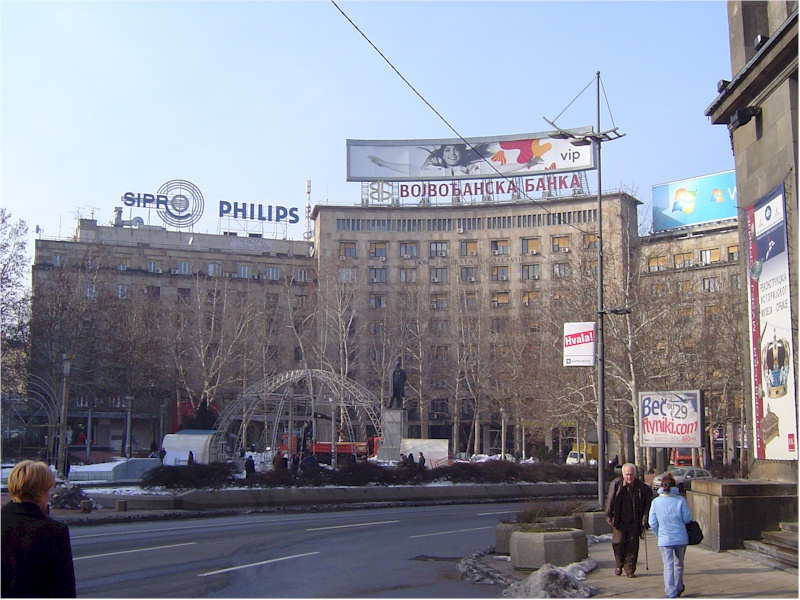
En invierno

Para dar cabida a las "obras contemporáneas al estilo del realismo socialista", el nuevo concepto urbano de Belgrado "derribó sin piedad todos los obstáculos". Con el fin de crear la nueva y amplia meseta de la plaza que lleva el nombre de Marx y Engels y que posteriormente se transformó efectivamente en un estacionamiento, se demolieron varios edificios.
El enorme edificio está diseñado a la manera del realismo socialista, con las influencias del modernismo tardío. En términos de arquitectura, es el símbolo de la construcción inmediatamente después de la guerra, y con su posición y volumen, marcó permanentemente el contorno de la plaza, que a su vez es uno de los espacios públicos más importantes de Belgrado. Además de los valores arquitectónicos, el edificio es importante desde el punto de vista cultural e histórico, ya que muchos eventos políticos y culturales importantes ocurrieron en Dom Sindikata. Por todo ello, fue declarado monumento cultural en abril de 2013.
El pedido original de las autoridades era el diseño de un edificio macizo y fuerte, totalmente a la manera del realismo social, lo que significaba que no había ornamentos en la fachada. Sin embargo, el arquitecto Petričić decidió diseñar el nuevo edificio como una extensión del edificio del Fondo de Jubilación del Banco Nacional del Reino de Yugoslavia. Este edificio fue diseñado por Grigorije Samojlov y se terminó un par de meses antes del estallido de la guerra en 1941. El edificio del Fondo estaba ornamentado con losas de piedra ocre grisáceo, totalmente diseñadas en estilo modernista. Petričić utilizó la misma estética y materiales, incorporando Dom Sindikata como relleno y una extensión natural del proyecto de Samojlov. Aunque son dos edificios separados, en dos estilos ligeramente diferentes y de diferentes épocas, desde la distancia dos edificios crean la ilusión de ser solo dos alas de la misma construcción.
El Gran Salón se embelleció con el cuadro "Industrialización". Fue pintado por Petar Lubarda en 1959 y tiene unas dimensiones de 2.9 m × 6.5 m (9 pies 6 pulgadas × 21 pies 4 pulgadas). Probablemente sea el óleo más grande de Lubarda, de, como lo describieron los críticos, su mejor época. El alboroto público se provocó en octubre de 2017 cuando los periódicos Blic informaron que la pintura, que estimaron en un millón de euros, desapareció durante la reconstrucción. El ministro de cultura, Vladan Vukosavljević, y representantes de "Megacom", demostraron que la pintura todavía estaba en el edificio, pero que fue retirada y protegida debido a las obras en curso. Se anunció que volverá a exhibirse en el Gran Salón, una vez finalizadas las obras. El proceso de declaración de propiedad cultural del cuadro comenzó el 5 de septiembre de 2017, pero se detuvo en el primer paso porque la Asociación de Sindicatos, que reclama la propiedad, no pudo presentar la documentación adecuada que lo confirme. El 31 de octubre de 2017, la pintura fue declarada oficialmente bien cultural.